# فينيه
فينيه (بالنرويجية: Vinje)‏ هي بلدية في مقاطعة تلمارك، النرويج. وتعد جزءاً من منطقة غرب تلمارك التقليدية. المركز الإداري للبلدية هي قرية أوموت.

## أعلام
- ألبرت إي. رايس
- بريتا براتلاند